# Lolke van der Bij
Lolke van der Bij (Rinsumageest, 24 mei 1949) is een Nederlandse beeldhouwer en schilder.

## Leven en werk
Van der Bij maakt sculpturen, geïnspireerd door meetkunde, in abstracte, geometrische vormen. Hij werkt vooral in roestvast staal, dat hij soms combineert met steen, cortenstaal en messing.

## Werken
- Baken van Overijssel, Olst
- Communicatie (1996), bij gemeentehuis in Capelle aan den IJssel
- It Gordykster skûtsje (2003) aan de Lagewal in Gorredijk
- Zonder titel (2007), Burg. Wuiteweg, Drachten

## Fotogalerij

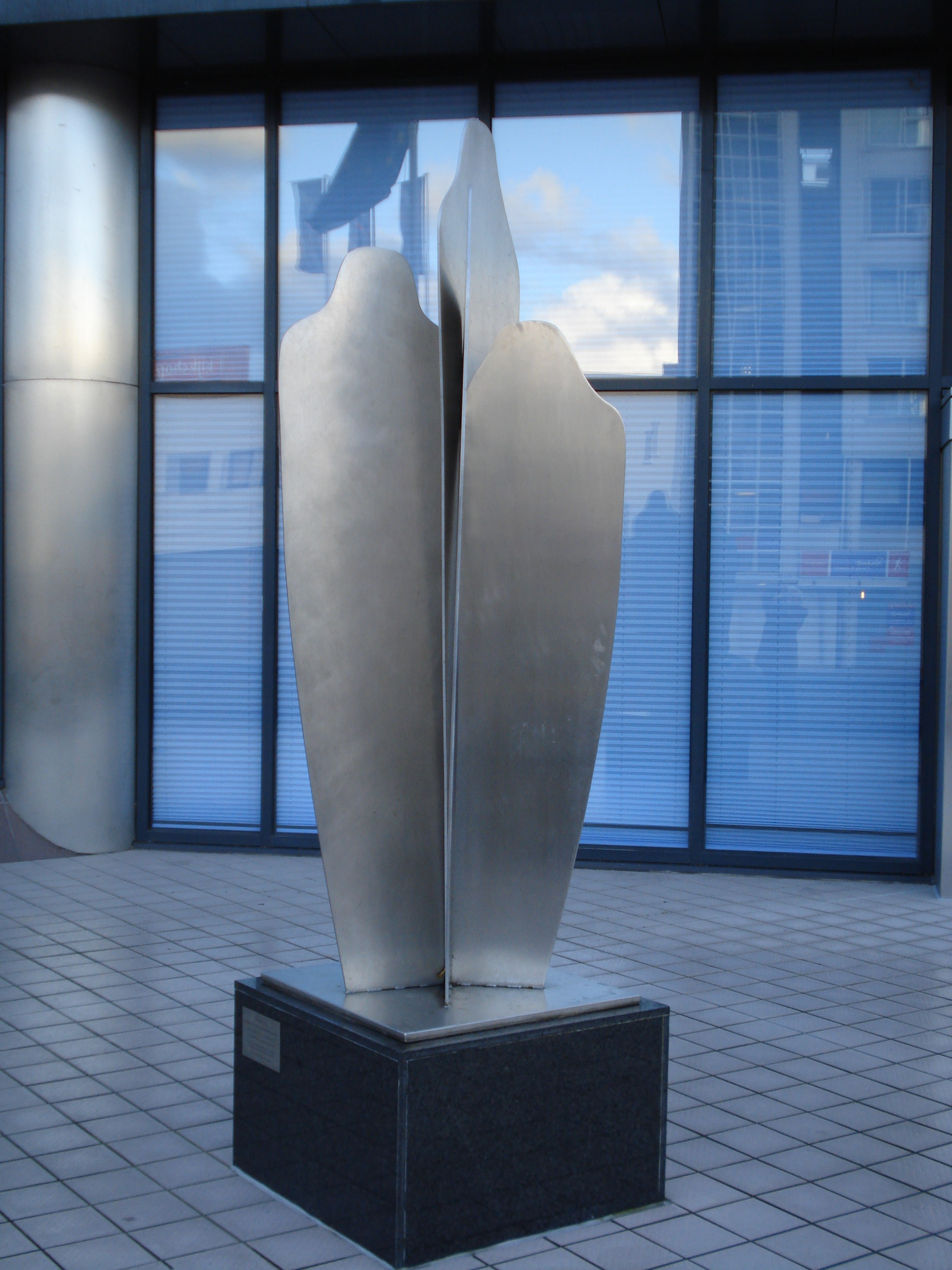
Communicatie (1996)
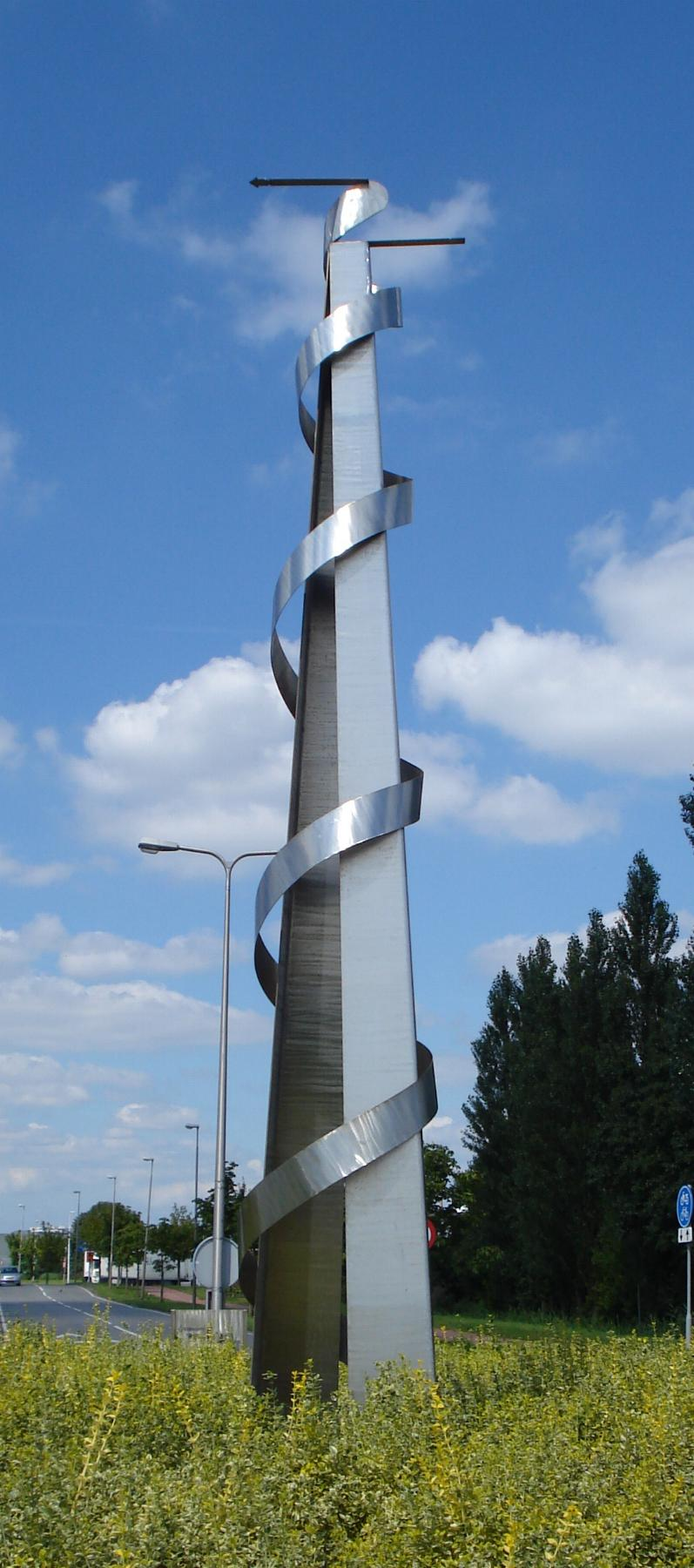
Ridderkerk
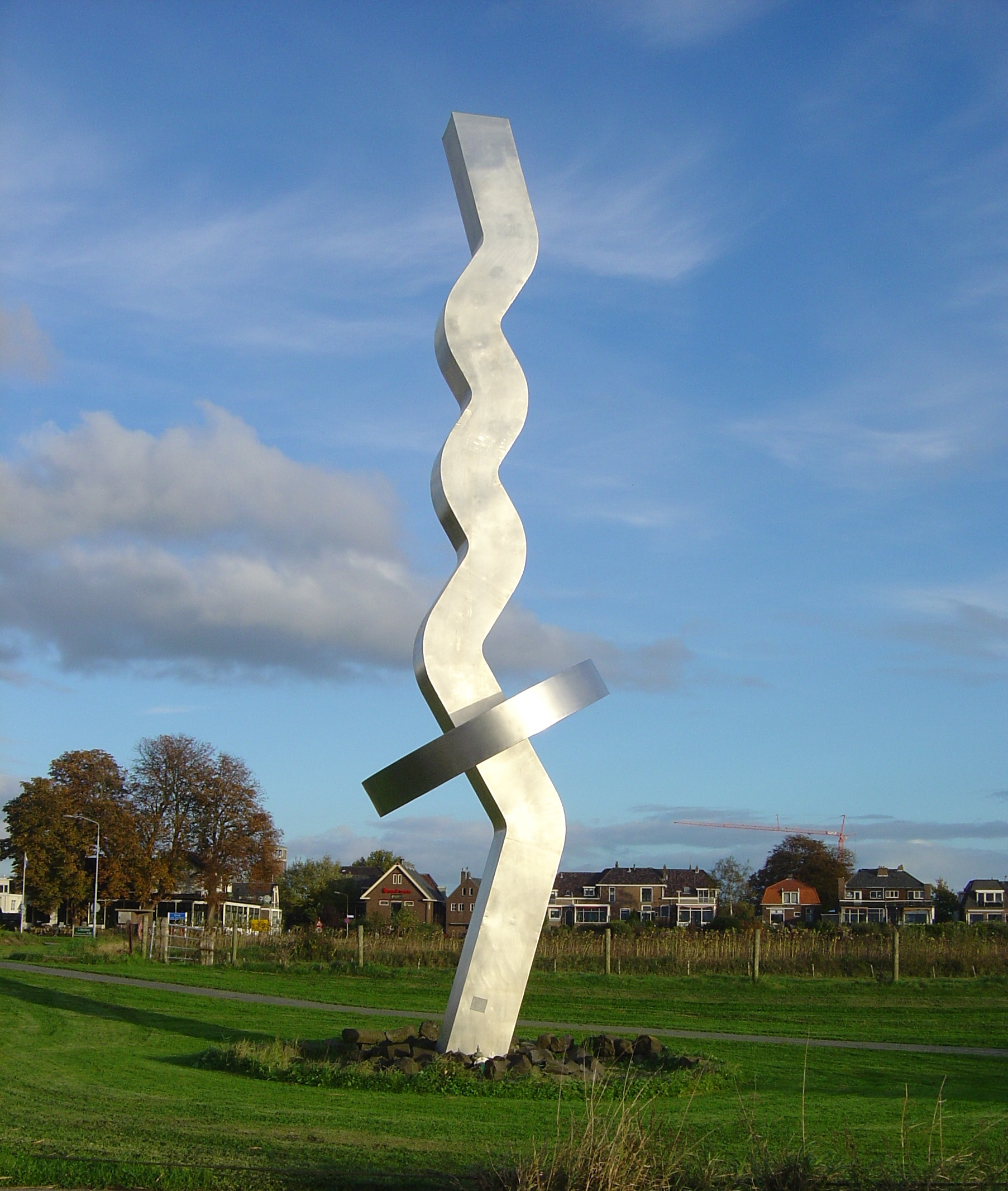
Baken van Overijssel